# Olympique Lyonnais 2017-2018
Questa voce raccoglie le informazioni riguardanti l'Olympique Lyonnais nelle competizioni ufficiali della stagione 2017-2018.

## Stagione
Il 5 novembre durante la partita valida per la 12ª giornata tra Saint-Étienne e Lione terminata 5-0 per gli ospiti, l'attaccante franco-algerino Nabil Fekir, dopo aver messo a segno l'ultimo gol del match, provoca i tifosi dei Verts mostrando loro la maglia. Il gesto ha innescato la reazione degli spettatori che hanno tentato un'invasione di campo e l'arbitro Turpin è stato costretto a sospendere la partita finché le forze dell'ordine non ristabilissero la situazione. Il 23 novembre il Lione si qualifica ai sedicesimi di finale di Europa League, con un turno di anticipo, grazie alla vittoria casalinga per 4-0 contro l'Apollōn Limassol. Il 13 dicembre l'OL viene sconfitto 4-1 dal Montpellier e di conseguenza eliminato agli ottavi di finale di Coupe de la Ligue. Il 20 dicembre, con la vittoria esterna per 2-1 in casa del Tolosa, la squadra lionese conclude il girone di andata al terzo posto a nove lunghezze dal Paris Saint-Germain. Il 1º marzo, in seguito alla sconfitta di misura sul campo del Caen, il Lione viene eliminato ai quarti di finale dalla Coppa di Francia. Il 15 marzo il Lione viene eliminato agli ottavi di finale di Europa League dai russi del CSKA Mosca, avendo terminato il doppio confronto sul punteggio di 3-3, in virtù della regola dei gol in trasferta.

## Maglie e sponsor
| Casa | Trasferta | Terza Divisa |

## Rosa
| N. |                            | Ruolo | Calciatore             |
| -- | -------------------------- | ----- | ---------------------- |
| 1  | Portogallo (bandiera)      | P     | Anthony Lopes          |
| 2  | Francia (bandiera)         | D     | Mapou Yanga-Mbiwa      |
| 4  | Brasile (bandiera)         | D     | Rafael                 |
| 5  | Francia (bandiera)         | D     | Mouctar Diakhaby       |
| 6  | Brasile (bandiera)         | D     | Marcelo                |
| 7  | Francia (bandiera)         | C     | Clément Grenier        |
| 8  | Francia (bandiera)         | C     | Houssem Aouar          |
| 9  | Paesi Bassi (bandiera)     | A     | Memphis Depay          |
| 10 | Burkina Faso (bandiera)    | A     | Bertrand Traoré        |
| 11 | Rep. Dominicana (bandiera) | A     | Mariano Diaz           |
| 12 | Francia (bandiera)         | C     | Jordan Ferri           |
| 13 | Francia (bandiera)         | A     | Willem Geubbels        |
| 14 | Spagna (bandiera)          | C     | Sergi Darder           |
| 15 | Francia (bandiera)         | D     | Jérémy Morel           |
| 16 | Francia (bandiera)         | P     | Lucas Mocio            |
| 18 | Francia (bandiera)         | A     | Nabil Fekir (capitano) |
| 19 | Francia (bandiera)         | A     | Amine Gouiri           |

| N. |                               | Ruolo | Calciatore                  |
| -- | ----------------------------- | ----- | --------------------------- |
| 20 | Brasile (bandiera)            | D     | Fernando Marçal             |
| 22 | Francia (bandiera)            | D     | Ferland Mendy               |
| 23 | Paesi Bassi (bandiera)        | D     | Kenny Tete                  |
| 24 | Spagna (bandiera)             | C     | Pape Cheikh Diop            |
| 25 | Lussemburgo (bandiera)        | C     | Christopher Martins Pereira |
| 27 | Costa d'Avorio (bandiera)     | A     | Maxwel Cornet               |
| 28 | Francia (bandiera)            | C     | Tanguy Ndombele             |
| 29 | Francia (bandiera)            | C     | Lucas Tousart               |
| 30 | Francia (bandiera)            | P     | Mathieu Gorgelin            |
| 31 | Francia (bandiera)            | D     | Louis Nganioni              |
| 32 | Francia (bandiera)            | A     | Romain Del Castillo         |
| 33 | Rep. Centrafricana (bandiera) | D     | Dylan Mboumbouni            |
| 34 | Rep. del Congo (bandiera)     | A     | Alan Dzabana                |
| 35 | Francia (bandiera)            | C     | Elisha Owusu                |
| 40 | Francia (bandiera)            | P     | Dorian Grange               |
| 44 | Francia (bandiera)            | A     | Myziane Maolida             |

## Calciomercato

### Sessione estiva(dal 09/06 al 31/08)
| Acquisti         | Acquisti            | Acquisti        | Acquisti                   |
| R.               | Nome                | da              | Modalità                   |
| ---------------- | ------------------- | --------------- | -------------------------- |
| D                | Fernando Marçal     | Benfica         | definitivo (4,5 milioni €) |
| D                | Marcelo             | Beşiktaş        | definitivo (7 milioni €)   |
| D                | Ferland Mendy       | Le Havre        | definitivo (5 milioni €)   |
| D                | Louis Nganioni      | Brest           | fine prestito              |
| D                | Kenny Tete          | Ajax            | definitivo (4 milioni €)   |
| C                | Pape Cheikh Diop    | Celta Vigo      | definitivo                 |
| C                | Clément Grenier     | Roma            | fine prestito              |
| C                | Tanguy Ndombele     | Amiens          | prestito                   |
| A                | Romain Del Castillo | Bourg-en-Bresse | fine prestito              |
| A                | Mariano Díaz        | Real Madrid     | definitivo (8 milioni €)   |
| A                | Aldo Kalulu         | Rennes          | fine prestito              |
| A                | Bertrand Traoré     | Chelsea         | definitivo (10 milioni €)  |
| Altre operazioni |                     |                 |                            |
| R.               | Nome                | da              | Modalità                   |
| D                | Fahd Moufi          | Sedan           | fine prestito              |

| Cessioni         | Cessioni             | Cessioni             | Cessioni                    |
| R.               | Nome                 | a                    | Modalità                    |
| ---------------- | -------------------- | -------------------- | --------------------------- |
| D                | Jordy Gaspar         |                      | svincolato                  |
| D                | Christophe Jallet    |                      | svincolato                  |
| D                | Emanuel Mammana      | Zenit S. Pietroburgo | definitivo (16 milioni €)   |
| D                | Nicolas N'Koulou     | Torino               | prestito                    |
| D                | Maciej Rybus         | Lokomotiv Mosca      | definitivo (1,75 milioni €) |
| C                | Sergi Darder         | Espanyol             | prestito                    |
| C                | Maxime Gonalons      | Roma                 | definitivo (5 milioni €)    |
| C                | Olivier Kemen        | Gazélec Ajaccio      | rinnovo prestito            |
| C                | Corentin Tolisso     | Bayern Monaco        | definitivo (41,5 milioni €) |
| C                | Mathieu Valbuena     | Fenerbahçe           | definitivo (1,5 milioni €)  |
| A                | Romain Del Castillo  | Nîmes                | prestito                    |
| A                | Rachid Ghezzal       |                      | svincolato                  |
| A                | Aldo Kalulu          | Sochaux              | prestito                    |
| A                | Alexandre Lacazette  | Arsenal              | definitivo (53 milioni €)   |
| A                | Jean-Philippe Mateta | Le Havre             | prestito                    |
| A                | Gaëtan Perrin        | Orléans              | prestito                    |
| Altre operazioni |                      |                      |                             |
| R.               | Nome                 | a                    | Modalità                    |
| P                | Stanislas Lebongo    |                      | svincolato                  |
| D                | Adil Benjeddi        |                      | svincolato                  |
| D                | Isaac Hemans         |                      | svincolato                  |
| D                | Fahd Moufi           | Tondela              | definitivo                  |
| D                | Alexandre Roselli    |                      | svincolato                  |
| D                | Ahamadou Sy          |                      | svincolato                  |
| C                | Anthony Adel         |                      | svincolato                  |
| C                | Maxime d’Arpino      | Orléans              | prestito                    |
| A                | Mbolo Florian Ankoue |                      | svincolato                  |
| A                | Romain Escarpit      |                      | svincolato                  |

### Sessione invernale(dal 01/01 al 31/01)
| Acquisti         | Acquisti        | Acquisti | Acquisti                    |
| R.               | Nome            | da       | Modalità                    |
| ---------------- | --------------- | -------- | --------------------------- |
| A                | Gaëtan Perrin   | Orléans  | fine prestito               |
| A                | Martin Terrier  | Lilla    | definitivo (11+4 milioni €) |
| Altre operazioni |                 |          |                             |
| R.               | Nome            | da       | Modalità                    |
| D                | Oumar Solet     | Laval    | prestito                    |
| C                | Maxime d’Arpino | Orléans  | fine prestito               |

| Cessioni         | Cessioni        | Cessioni | Cessioni   |
| R.               | Nome            | a        | Modalità   |
| ---------------- | --------------- | -------- | ---------- |
| A                | Gaëtan Perrin   |          | svincolato |
| A                | Martin Terrier  | Lilla    | prestito   |
| Altre operazioni |                 |          |            |
| R.               | Nome            | a        | Modalità   |
| C                | Maxime d’Arpino |          | svincolato |

## Risultati

### Ligue 1

#### Girone di andata
| Arbitro: | Buquet |

|                                        |           |  |
| Mariano 23’, 62’ Fekir 59’ (rig.), 90’ | Marcatori |  |

| Arbitro: | Rainville |

|                |           |                         |
| Bourigeaud 86’ | Marcatori | 58’ Memphis 75’ Mariano |

| Arbitro: | Turpin |

|                               |           |                               |
| Fekir 10’ Tete 22’ Traoré 75’ | Marcatori | 41’, 90+1’ Malcom 88’ Lerager |

| Nantes 26 agosto 2017, ore 17:15 CEST 4ª giornata | Nantes  | 0 – 0 referto | Olympique Lione | Stade de la Beaujoire (30.718 spett.)\| Arbitro: \| Gautier \| |
| Arbitro:                                          | Gautier |               |                 |                                                                |

| Arbitro: | Millot |

|                       |           |            |
| Mariano 19’ Fekir 72’ | Marcatori | 71’ Thuram |

| Arbitro: | Buquet |

|                                     |           |  |
| Marcelo 75’ (aut.) Morel 86’ (aut.) | Marcatori |  |

| Arbitro: | Gautier |

|                                        |           |                                       |
| Fekir 20’ Aouar 60’ Mariano 63’ (rig.) | Marcatori | 24’ (rig.) Sliti 51’ Xeka 65’ Yamberé |

| Arbitro: | Lesage |

|                                              |           |                                     |
| Rafael 30’ (aut.) Toko Ekambi 58’ Traoré 67’ | Marcatori | 5’ Mariano 38’ Diakhaby 41’ Memphis |

| Arbitro: | Bastien |

|                              |           |                      |
| Mariano 11’ Fekir 23’, 90+5’ | Marcatori | 17’ Lopes 34’ Traorè |

| Arbitro: | Letexier |

|  |           |                                                     |
|  | Marcatori | 21’ Traoré 49’, 65’, 70’ (rig.) Memphis 90’ Mariano |

| Arbitro: | Millot |

|               |           |  |
| Fekir 6’, 20’ | Marcatori |  |

| Arbitro: | Turpin |

|  |           |                                                   |
|  | Marcatori | 11’ Memphis 25’, 84’ Fekir 58’ Mariano 65’ Traoré |

| Décines-Charpieu 19 novembre 2017, ore 17:00 CET 13ª giornata | Olympique Lione | 0 – 0 referto | Montpellier | Groupama Stadium (47.651 spett.)\| Arbitro: \| Abed \| |
| Arbitro:                                                      | Abed            |               |             |                                                        |

| Arbitro: | Schneider |

|  |           |                                                    |
|  | Marcatori | 5’, 37’ Memphis 19’ Cornet 27’ Mariano 79’ Maolida |

| Arbitro: | Miguelgorry |

|             |           |                             |
| Mariano 36’ | Marcatori | 22’ Thiago Mendes 41’ Ponce |

| Arbitro: | Delerue |

|             |           |                        |
| Santini 90’ | Marcatori | 10’ Cornet 54’ Mariano |

| Arbitro: | Thual |

|          |           |                  |
| Gakpé 9’ | Marcatori | 79’, 90+4’ Aouar |

| Arbitro: | Bastien |

|                      |           |  |
| Fekir 6’ Mariano 51’ | Marcatori |  |

| Arbitro: | Letexier |

|                     |           |                               |
| Gradel 90+6’ (rig.) | Marcatori | 24’ (rig.) Fekir 90+3’ Rafael |

#### Girone di ritorno
| Arbitro: | Schneider |

|           |           |                        |
| Fekir 47’ | Marcatori | 14’ (rig.) Toko Ekambi |

| Arbitro: | Rainville |

|  |           |                     |
|  | Marcatori | 26’ Fekir 58’ Aouar |

| Arbitro: | Turpin |

|                        |           |               |
| Fekir 2’ Memphis 90+3’ | Marcatori | 45+3’ Kurzawa |

| Arbitro: | Letexier |

|                                                        |           |             |
| de Préville 22’ Malcom 27’ (rig.) Laborde 45+2’ (rig.) | Marcatori | 44’ Marcelo |

| Arbitro: | Bastien |

|                               |           |                        |
| Keita 31’ Falcao 36’ Rony 88’ | Marcatori | 12’ Mariano 28’ Traoré |

| Arbitro: | Delerue |

|  |           |                            |
|  | Marcatori | 5’ Khazri 90+3’ Lea Siliki |

| Arbitro: | Millot |

|                     |           |                 |
| Pépé 65’ Araújo 81’ | Marcatori | 21’, 44’ Traoré |

| Arbitro: | Buquet |

|             |           |             |
| Mariano 19’ | Marcatori | 90’ Debuchy |

| Arbitro: | Bastien |

|           |           |             |
| Mbenza 7’ | Marcatori | 58’ Mariano |

| Arbitro: | Turpin |

|            |           |  |
| Traoré 63’ | Marcatori |  |

| Arbitro: | Buquet |

|                           |           |                                       |
| Rolando 31’ Mītroglou 84’ | Marcatori | 42’ (aut.) Rami 52’ Aouar 90’ Memphis |

| Arbitro: | Bastien |

|                         |           |  |
| Memphis 23’, 43’ (rig.) | Marcatori |  |

| Arbitro: | Gautier |

|  |           |                                                    |
|  | Marcatori | 1’, 21’ Marcelo 65’ Memphis 68’ Traoré 86’ Mariano |

| Arbitro: | Hamel |

|                                    |           |  |
| Mariano 30’ Memphis 83’ Traoré 85’ | Marcatori |  |

| Arbitro: | Schneider |

|                |           |                                                              |
| Sliti 26’, 56’ | Marcatori | 4’ Memphis 50’ (aut.) Rosier 53’ Fekir 77’ Traoré 83’ Cornet |

| Arbitro: | Gautier |

|                       |           |  |
| Mephis 40’ Traoré 68’ | Marcatori |  |

| Arbitro: | Rainville |

|                            |           |  |
| Traoré 28’, 35’ Cornet 88’ | Marcatori |  |

| Arbitro: | Turpin |

|                                             |           |                            |
| Bahoken 22’ Nuno da Costa 88’ Liénard 90+4’ | Marcatori | 50’ (rig.) Fekir 73’ Aouar |

| Arbitro: | Bastien |

|                      |           |               |
| Mephis 48’, 65’, 86’ | Marcatori | 18’, 88’ Pléa |

### Coupe de France

#### Fase a eliminazione diretta
| Arbitro: | Gautier |

|                             |           |                                    |
| Robic 71’ (rig.) Nordin 75’ | Marcatori | 25’ Fekir 87’ Marcelo 90+4’ Cornet |

| Arbitro: | Buquet |

|                      |           |                                          |
| Jovetić 14’ Rony 72’ | Marcatori | 22’ Traoré 26’ (aut.) Sidibé 55’ Mariano |

| Arbitro: | Lesage |

|           |           |                             |
| Ikoné 22’ | Marcatori | 13’ Cornet 27’ (rig.) Fekir |

| Arbitro: | Gautier |

|              |           |  |
| Diomandé 77’ | Marcatori |  |

### Coupe de la Ligue

#### Fase a eliminazione diretta
| Arbitro: | Brisard |

|                                                  |           |             |
| Camara 17’, 22’ Sambia 45+2’ Bérigaud 86’ (rig.) | Marcatori | 10’ Maolida |

### Europa League

#### Fase a gironi
| Arbitro: | Zelinka |

|                 |           |                    |
| Sardinero 90+3’ | Marcatori | 53’ (rig.) Memphis |

| Arbitro: | Siebert |

|            |           |           |
| Traoré 45’ | Marcatori | 57’ Gómez |

| Arbitro: | Nijhuis |

|              |           |                            |
| Williams 69’ | Marcatori | 6’ (rig.) Fekir 75’ Traoré |

| Arbitro: | Grinfeeld |

|                                  |           |  |
| Traoré 68’ Aouar 76’ Memphis 88’ | Marcatori |  |

| Arbitro: | Raczkowski |

|                                                |           |  |
| Diakhaby 29’ Fekir 32’ Mariano 67’ Maolida 90’ | Marcatori |  |

| Arbitro: | Es'kov |

|             |           |  |
| Petagna 10’ | Marcatori |  |

#### Fase a eliminazione diretta
| Arbitro: | Kassai |

|                                    |           |             |
| Ndombele 46’ Fekir 49’ Memphis 82’ | Marcatori | 63’ Fornals |

| Arbitro: | Banti |

|  |           |            |
|  | Marcatori | 85’ Traoré |

| Arbitro: | Mateu Lahoz |

|  |           |             |
|  | Marcatori | 68’ Marcelo |

| Arbitro: | Madden |

|                        |           |                                    |
| Cornet 58’ Mariano 71’ | Marcatori | 39’ Golovin 60’ Musa 65’ Wernbloom |

## Statistiche

### Statistiche di squadra
| Competizione      | Punti | In casa | In casa | In casa | In casa | In casa | In casa | In trasferta | In trasferta | In trasferta | In trasferta | In trasferta | In trasferta | Totale | Totale | Totale | Totale | Totale | Totale | DR  |
| Competizione      | Punti | G       | V       | N       | P       | Gf      | Gs      | G            | V            | N            | P            | Gf           | Gs           | G      | V      | N      | P      | Gf     | Gs     | DR  |
| ----------------- | ----- | ------- | ------- | ------- | ------- | ------- | ------- | ------------ | ------------ | ------------ | ------------ | ------------ | ------------ | ------ | ------ | ------ | ------ | ------ | ------ | --- |
| Ligue 1           | 78    | 19      | 11      | 5       | 2       | 36      | 18      | 19           | 11           | 4            | 4            | 49           | 25           | 37     | 22     | 9      | 6      | 85     | 43     | +42 |
| Coupe de France   | -     | -       | -       | -       | -       | -       | -       | 4            | 3            | 0            | 1            | 8            | 6            | 4      | 3      | 0      | 1      | 8      | 6      | +2  |
| Coupe de la Ligue | -     | -       | -       | -       | -       | -       | -       | 1            | 0            | 0            | 1            | 1            | 4            | 1      | 0      | 0      | 1      | 1      | 4      | -3  |
| Europa League     | -     | 5       | 3       | 1       | 1       | 13      | 5       | 5            | 3            | 1            | 1            | 5            | 3            | 10     | 6      | 2      | 2      | 18     | 8      | +10 |
| Totale            | -     | 23      | 13      | 6       | 3       | 48      | 22      | 28           | 17           | 6            | 7            | 63           | 38           | 52     | 31     | 11     | 10     | 112    | 61     | +51 |

### Andamento in campionato
| Giornata  | 1 | 2 | 3 | 4 | 5 | 6 | 7 | 8 | 9 | 10 | 11 | 12 | 13 | 14 | 15 | 16 | 17 | 18 | 19 | 20 | 21 | 22 | 23 | 24 | 25 | 26 | 27 | 28 | 29 | 30 | 31 | 32 | 33 | 34 | 35 | 36 | 37 | 38 |
| --------- | - | - | - | - | - | - | - | - | - | -- | -- | -- | -- | -- | -- | -- | -- | -- | -- | -- | -- | -- | -- | -- | -- | -- | -- | -- | -- | -- | -- | -- | -- | -- | -- | -- | -- | -- |
| Luogo     | C | T | C | T | C | T | C | T | C | T  | C  | T  | C  | T  | C  | T  | T  | C  | T  | C  | T  | C  | T  | T  | C  | T  | C  | T  | C  | T  | C  | T  | C  | T  | C  | C  | T  | C  |
| Risultato | V | V | N | N | V | P | N | N | V | V  | V  | V  | N  | V  | P  | V  | V  | V  | V  | N  | V  | V  | P  | P  | P  | N  | N  | N  | V  | V  | V  | V  | V  | V  | V  | V  | P  | V  |
| Posizione | 1 | 1 | 4 | 4 | 3 | 5 | 7 | 8 | 6 | 4  | 3  | 3  | 3  | 2  | 3  | 2  | 2  | 3  | 3  | 3  | 2  | 2  | 2  | 4  | 4  | 4  | 4  | 4  | 4  | 4  | 4  | 3  | 3  | 3  | 2  | 2  | 3  | 3  |

Fonte:  Classements, su lfp.fr, LFP.
Legenda:

Luogo: C = Casa; T = Trasferta. Risultato: V = Vittoria; N = Pareggio; P = Sconfitta.

### Statistiche dei giocatori
| Giocatore          | Ligue 1  | Ligue 1 | Ligue 1     | Ligue 1    | Coupe de France Coupe de la Ligue | Coupe de France Coupe de la Ligue | Coupe de France Coupe de la Ligue | Coupe de France Coupe de la Ligue | Europa League | Europa League | Europa League | Europa League | Totale   | Totale | Totale      | Totale     |
| Giocatore          | Presenze | Reti    | Ammonizioni | Espulsioni | Presenze                          | Reti                              | Ammonizioni                       | Espulsioni                        | Presenze      | Reti          | Ammonizioni   | Espulsioni    | Presenze | Reti   | Ammonizioni | Espulsioni |
| ------------------ | -------- | ------- | ----------- | ---------- | --------------------------------- | --------------------------------- | --------------------------------- | --------------------------------- | ------------- | ------------- | ------------- | ------------- | -------- | ------ | ----------- | ---------- |
| H. Aouar           | 32       | 7       | 1           | 0          | 4+0                               | 0                                 | 0                                 | 0                                 | 7             | 1             | 1             | 0             | 43       | 8      | 2           | 0          |
| P. Cheikh Diop     | 1        | 0       | 0           | 0          | 0+1                               | 0                                 | 0+1                               | 0                                 | -             | -             | -             | -             | 2        | 0      | 1           | 0          |
| M. Cornet          | 29       | 5       | 1           | 0          | 4+1                               | 2+0                               | 0                                 | 0                                 | 8             | 1             | 2             | 0             | 42       | 8      | 3           | 0          |
| S. Darder          | 3        | 0       | 3           | 1          | -                                 | -                                 | -                                 | -                                 | -             | -             | -             | -             | 3        | 0      | 3           | 1          |
| R. Del Castillo    | -        | -       | -           | -          | -                                 | -                                 | -                                 | -                                 | -             | -             | -             | -             | -        | -      | -           | -          |
| M. Diakhaby        | 12       | 1       | 2           | 0          | 3+1                               | 0                                 | 0+1                               | 0                                 | 5             | 1             | 0             | 0             | 21       | 2      | 3           | 0          |
| A. Dzabana         | -        | -       | -           | -          | -                                 | -                                 | -                                 | -                                 | -             | -             | -             | -             | -        | -      | -           | -          |
| N. Fekir           | 30       | 17      | 9           | 0          | 2+0                               | 2+0                               | 0                                 | 0                                 | 8             | 3             | 2             | 0             | 40       | 22     | 11          | 0          |
| J. Ferri           | 24       | 0       | 4           | 0          | 3+1                               | 0                                 | 2+0                               | 0                                 | 5             | 0             | 0             | 0             | 33       | 0      | 6           | 0          |
| W. Geubbels        | 2        | 0       | 0           | 0          | 0+1                               | 0                                 | 0                                 | 0                                 | 1             | 0             | 0             | 0             | 4        | 0      | 0           | 0          |
| M. Gorgelin        | 4        | -6      | 0           | 0          | 0+1                               | -4                                | 0                                 | 0                                 | 0             | -0            | 0             | 0             | 5        | -10    | 0           | 0          |
| A. Gouiri          | 7        | 0       | 0           | 0          | 1+1                               | 0                                 | 0                                 | 0                                 | 1             | 0             | 0             | 0             | 10       | 0      | 0           | 0          |
| D. Grange          | -        | -       | -           | -          | 0                                 | -0                                | 0                                 | 0                                 | -             | -             | -             | -             | 0        | -0     | 0           | 0          |
| C. Grenier         | 1        | 0       | 0           | 0          | 0+1                               | 0                                 | 0                                 | 0                                 | -             | -             | -             | -             | 2        | 0      | 0           | 0          |
| A. Lopes           | 34       | -37     | 1           | 0          | 4+0                               | -6                                | 0                                 | 0                                 | 10            | -8            | 0             | 0             | 48       | -51    | 1           | 0          |
| M. Maolida         | 13       | 1       | 0           | 0          | 2+1                               | 0+1                               | 0                                 | 0                                 | 5             | 1             | 0             | 0             | 21       | 3      | 0           | 0          |
| F. Marçal          | 18       | 0       | 1           | 0          | 4+0                               | 0                                 | 1+0                               | 0                                 | 6             | 0             | 3             | 0             | 28       | 0      | 5           | 0          |
| Marcelo            | 35       | 3       | 4           | 1          | 4+0                               | 1+0                               | 1+0                               | 0                                 | 10            | 1             | 2             | 0             | 49       | 5      | 7           | 1          |
| Mariano            | 34       | 18      | 6           | 0          | 2+0                               | 1+0                               | 0                                 | 0                                 | 9             | 2             | 1             | 0             | 45       | 21     | 7           | 0          |
| C. Martins Pereira | 2        | 0       | 1           | 0          | -                                 | -                                 | -                                 | -                                 | -             | -             | -             | -             | 2        | 0      | 1           | 0          |
| D. Mboumbouni      | 0        | 0       | 0           | 0          | -                                 | -                                 | -                                 | -                                 | -             | -             | -             | -             | 0        | 0      | 0           | 0          |
| Memphis            | 36       | 19      | 2           | 0          | 4+1                               | 0                                 | 0                                 | 0                                 | 10            | 3             | 1             | 0             | 51       | 22     | 3           | 0          |
| F. Mendy           | 27       | 0       | 4           | 0          | 0+1                               | 0                                 | 0                                 | 0                                 | 7             | 0             | 0             | 0             | 35       | 0      | 4           | 0          |
| L. Mocio           | -        | -       | -           | -          | -                                 | -                                 | -                                 | -                                 | -             | -             | -             | -             | -        | -      | -           | -          |
| J. Morel           | 33       | 0       | 4           | 0          | 2+0                               | 0                                 | 1+0                               | 0                                 | 6             | 0             | 1             | 0             | 41       | 0      | 6           | 0          |
| T. Ndombele        | 32       | 0       | 5           | 0          | 4+1                               | 0                                 | 0                                 | 0                                 | 10            | 1             | 0             | 0             | 47       | 1      | 5           | 0          |
| L. Nganioni        | -        | -       | -           | -          | -                                 | -                                 | -                                 | -                                 | -             | -             | -             | -             | -        | -      | -           | -          |
| E. Owusu           | 0        | 0       | 0           | 0          | 0                                 | 0                                 | 0                                 | 0                                 | 0             | 0             | 0             | 0             | 0        | 0      | 0           | 0          |
| Rafael             | 24       | 1       | 9           | 0          | 1+0                               | 0                                 | 0                                 | 0                                 | 6             | 0             | 1             | 0             | 31       | 1      | 10          | 0          |
| K. Tete            | 22       | 1       | 3           | 0          | 4+1                               | 0                                 | 1+1                               | 0                                 | 4             | 0             | 1             | 0             | 31       | 1      | 6           | 0          |
| L. Tousart         | 37       | 0       | 8           | 0          | 4+0                               | 0                                 | 0                                 | 0                                 | 9             | 0             | 1             | 0             | 50       | 0      | 9           | 0          |
| B. Traoré          | 31       | 13      | 3           | 0          | 3+0                               | 1+0                               | 1+0                               | 0                                 | 9             | 4             | 1             | 0             | 43       | 18     | 5           | 0          |
| M. Yanga-Mbiwa     | 2        | 0       | 1           | 0          | 0+1                               | 0                                 | 0                                 | 0                                 | 0             | 0             | 0             | 0             | 3        | 0      | 1           | 0          |